# Vultee XP-54
Il Vultee XP-54 era un aereo da caccia monomotore realizzato dall'azienda statunitense Vultee Aircraft nella prima parte degli anni quaranta e rimasto allo stato di prototipo.
Caratterizzato da un aspetto anticonvenzionale, adottava un impianto propulsivo in configurazione spingente con il motore collocato sulla parte posteriore della fusoliera.

## Storia del progetto
Agli inizi degli anni trenta lo sviluppo tecnologico statunitense nel campo dell'aviazione militare risultava statico e legato allo sviluppo di modelli dall'impostazione classica senza l'introduzione di nuove idee. Il 1934 vide l'introduzione nel servizio operativo del nuovo Martin B-10, modello che costituì una decisiva svolta tecnologica nella realizzazione dei bombardieri, raggruppando una quantità di diverse soluzioni tecniche caratteristiche che nel 1932 faranno conferire alla Martin ed al suo progettista Peyton M. Magruder il Collier Trophy.
Le proposte di velivoli con compiti di intercettazione continuarono al contrario a seguire uno schema classico con le aziende costruttrici più impegnate alla maggior ottimizzazione di tecnologie e parti riutilizzabili in altri modelli che nella ricerca, una situazione che vedeva invece un notevole sviluppo in quella tedesca, impegnata nella ricostituzione della propria arma aerea. L'USAAC decise allora di invertire questa tendenza cercando di integrare i migliori prodotti in campo aeronautico ed emettendo delle specifiche che, pur imponendo l'utilizzo di alcuni accorgimenti tecnici, potessero essere liberi nell'espressione tecnologica ed aperti a qualsiasi soluzione nella configurazione alare o nella quantità e posizione delle unità motrici. Una commissione esaminatrice avrebbe valutato ogni singola proposta attribuendo un punteggio, il cui valore massimo era di 1 000 punti, attribuito ai vari aspetti del progetto e per stabilire quale fosse più promettente. L'iniziativa venne conosciuta come "specifica" R-40C.

### Sviluppo

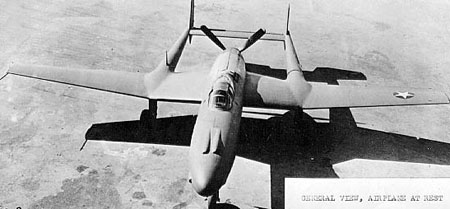
Vista anteriore dell'XP-54.

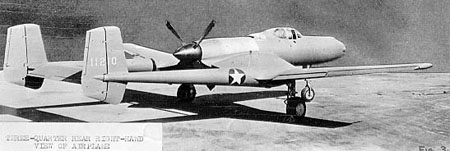
Vista posteriore destra dell'XP-54.

La Vultee, che aveva già progettato un velivolo sperimentale designato internamente Model 78, decise di sviluppare ulteriormente il concetto e di proporre all'USAAC un nuovo modello in grado, secondo le proprie ottimistiche stime, di ottenere risultati di rilievo, raggiungendo una velocità massima di 510 mph con un'autonomia 500 mi ad una quota di 37,000 ft con un peso carico di 8,500 lb. Il Model 84, questa la designazione del nuovo modello, si trovò in competizione con i Curtiss XP-55 Ascender e Northrop XP-56 Black Bullet ma grazie al sistema di valutazione riuscì ad ottenere 817,9 punti su 1 000 suscitando le speranze dell'USAAC che, l'8 marzo 1941 stipulò un contratto per la fornitura di un prototipo, al quale venne designato ufficialmente XP-54, seguito dall'ordine di fornitura di un secondo esemplare datato 17 marzo 1942 quando oramai gli Stati Uniti erano entrati nella seconda guerra mondiale e la forza aerea era mutata nella United States Army Air Forces. Benché inizialmente apparisse come un progetto rivoluzionario le sue prestazioni, risultate in linea con progetti più tradizionali, ne compromisero lo sviluppo e ne determinarono la cancellazione.
L'XP-54 venne progettato dotandolo di un motore in configurazione spingente collocato nella parte posteriore della fusoliera, con l'elica dal diametro di 12 ft posizionata davanti all'impennaggio, collegato alle due semiali tramite due travi di coda. L'ala, definita "a sezione canalizzata", aveva una configurazione ad ala di gabbiano invertita ed era stata studiata dalla NACA per permettere l'installazione dei radiatori e degli intercooler dell'impianto di raffreddamento direttamente nella sezione alare. Inizialmente l'unità motrice prevista doveva essere il Pratt & Whitney X-1800, ma a causa del suo sviluppo discontinuo che non forniva sufficienti garanzie, venne sostituito dal Lycoming XH-2470 dotato di impianto di raffreddamento a liquido.
Nel settembre 1941 il ruolo del XP-54 venne rivalutato, diventando da caccia da bassa quota ad intercettore da alta quota per cui dovette essere equipaggiato con un turbocompressore ed una più pesante corazzatura. Di conseguenza il peso stimato a vuoto aumentò da 11 500 a 18 000 lb (da 5 200 a 8 200 kg).
L'XP-54 risultò unico in numerosi aspetti tecnici. La cabina di pilotaggio pressurizzata richiese la progettazione di un complesso sistema di ingresso; il pilota accedeva al posto di pilotaggio dalla parte inferiore, sedendosi sul sedile che poi veniva integrato nella fusoliera tramite un dispositivo di sollevamento elettrico. In caso di avaria, il lancio con il paracadute era complicato dal sistema di pressurizzazione e dalla necessaria proiezione verso il basso del seggiolino e del pilota che potevano andare ad interferire con il disco dell'elica. Inoltre, la sezione anteriore poteva muoversi sull'asse verticale, tre gradi verso l'alto e sei gradi verso il basso. Nella stessa erano posizionati i due cannoni T-9 calibro 37 mm montati su supporti rigidi e le due mitragliatrici calibro .50 montate, invece su supporti mobili. I movimenti della sezione anteriore e delle armi erano controllate da speciali compensatori che agivano come organi di mira, pertanto la traiettoria dei cannoni poteva essere elevata senza alterare l'assetto di volo dell'aereo. La lunga sezione anteriore diede origine al nome con cui era scherzosamente soprannominato il velivolo, Swoose Goose.

### Impiego operativo
Il primo prototipo (s/n 41-1210) venne portato in volo per la prima volta il 15 gennaio 1943 ma già durante le prime prove si dimostrò molto al di sotto delle prestazioni previste in fase progettuale. Inoltre lo sviluppo del motore XH-2470 venne interrotto e, anche se sembrava fosse possibile sostituirlo con un Allison V-3420 senza sostanziali modifiche della cellula, il ritardo previsto ed i maggiori costi portarono alla decisione di non prendere in considerazione l'avvio della produzione in serie.
I prototipi continuarono ad essere utilizzati nell'ambito di un programma sperimentale fino a che i sopravvenuti problemi con i motori Lycoming e la mancanza di pezzi di ricambio ne causarono la definitiva messa a terra. Il secondo prototipo, 42-108994 (ma erroneamente dipinto come 42-1211) dotato di un compressore GE sperimentale, effettuò un solo volo prima di essere relegato al compito di "fornitore di pezzi di ricambio", al fine di mantenere il primo prototipo in condizioni di volo.

## Utilizzatori
Stati Uniti
- United States Army Air Forces

## Velivoli comparabili
Giappone
- Kyūshū J7W1 Shinden

 Italia
- SAI Ambrosini S.S.4

 Paesi Bassi
- Fokker D.XXIII

 Stati Uniti
- Bell XP-52/XP-59
- Curtiss-Wright XP-55 Ascender
- Northrop XP-56 Black Bullet

 Svezia
- Saab 21